# Contea di Sierra (Nuovo Messico)
La contea di Sierra, in inglese Sierra County, è una contea dello Stato del Nuovo Messico, negli Stati Uniti. La popolazione al censimento del 2000 era di 13 270 abitanti. Il capoluogo di contea è Truth or Consequences.

## Geografia
La contea si trova nel sud-ovest dello Stato. Geograficamente si colloca nella Provincia di Basin and Range. Il confine ovest è dato dalla catena montuosa Black Range. Il Rio Grande scorre verso sud nel centro della contea. Il deserto Jornada del Muerto separa il fiume dai monti San Andreas nel nord-est. La contea ospita parte del Camino Real de Tierra Adentro.

### Contee Confinanti
- Contea di Socorro - nord
- Contea di Lincoln - nord-est
- Contea di Otero - est
- Contea di Doña Ana - sud-est
- Contea di Luna - sud
- Contea di Grant - ovest
- Contea di Catron - nord-ovest

## Storia
L'area di Truth or Consequences è stata utilizzata dai nativi per secoli perché ritenevano che le sorgenti calde avessero poteri curativi. La contea fu creata nel 1884.

## Comuni

### Cities
- Elephant Butte
- Truth or Consequences (capoluogo)

### Village
- Williamsburg

### Census-designated places
- Arrey
- Caballo
- Hillsboro
- Hot Springs Landing
- Kingston
- Las Palomas
- Oasis
- Winston

Nella contea si trovano anche alcune città fantasma, come Lake Valley.